# Dân chủ ở châu Âu

Bản đồ dân chủ ở châu Âu (màu xanh chỉ về dân chủ, trong khi màu đỏ là mất dân chủ)

Dân chủ ở châu Âu (Democracy in Europe) có thể được so sánh đánh giá theo nhiều định nghĩa khác nhau về dân chủ. Theo Chỉ số Dân chủ V-Dem thì các quốc gia châu Âu có điểm dân chủ cao nhất năm 2023 là Đan Mạch, Na Uy và Thụy Điển, trong khi đó các quốc gia châu Âu có điểm dân chủ thấp nhất năm 2023 là Belarus, Nga và Thổ Nhĩ Kỳ. Sau khi chủ nghĩa cộng sản sụp đổ, hầu hết các quốc gia ở Trung và Đông Âu đã dân chủ hóa hoặc tái dân chủ hóa. Một số sự thoái lui của nền dân chủ có thể được quan sát thấy ở một số khu vực của Châu Âu, bao gồm Hungary và Ba Lan. Báo cáo Dân chủ V-Dem năm 2023 cũng xác định Montenegro và Kosovo là những trường hợp dân chủ hóa độc lập và Bắc Macedonia là trường hợp dân chủ hóa đảo ngược, trong khi Ba Lan là một sự gia tăng nhỏ nhưng không đáng kể về mặt thống kê trong chỉ số dân chủ tự do. Một số người cho rằng nền dân chủ châu Âu đã trở nên dân chủ đồng thuận hơn và dân chủ đa số giảm dần hơn theo thời gian. Tầm quan trọng ngày càng tăng của chủ nghĩa hiến pháp đã được khẳng định.

## Thứ hạng
Bảng dưới đây cho thấy các quốc gia châu Âu đạt điểm trên 2 chỉ số V-Dem Democracy cấp cao và 4 chỉ số Thành phần Dân chủ cấp trung bình đánh giá tình trạng dân chủ trong năm 2023 được công bố vào năm 2024.

| Quốc gia               | Chỉ số dân chủ | Chỉ số dân chủ | Chỉ số thành phần dân chủ | Chỉ số thành phần dân chủ | Chỉ số thành phần dân chủ | Chỉ số thành phần dân chủ |
| Quốc gia               | Bầu cử         | Tự do          | Tự do                     | Bình đẳng                 | Tham dự                   | Cân nhắc                  |
| ---------------------- | -------------- | -------------- | ------------------------- | ------------------------- | ------------------------- | ------------------------- |
| Denmark                | 0.915          | 0.883          | 0.977                     | 0.972                     | 0.716                     | 0.967                     |
| Ireland                | 0.896          | 0.831          | 0.933                     | 0.875                     | 0.634                     | 0.905                     |
| Estonia                | 0.895          | 0.845          | 0.955                     | 0.887                     | 0.638                     | 0.85                      |
| Belgium                | 0.895          | 0.814          | 0.909                     | 0.931                     | 0.648                     | 0.91                      |
| Switzerland            | 0.89           | 0.844          | 0.962                     | 0.931                     | 0.882                     | 0.98                      |
| Norway                 | 0.886          | 0.836          | 0.955                     | 0.961                     | 0.655                     | 0.988                     |
| Sweden                 | 0.884          | 0.852          | 0.98                      | 0.903                     | 0.651                     | 0.905                     |
| Luxembourg             | 0.878          | 0.798          | 0.91                      | 0.939                     | 0.578                     | 0.975                     |
| France                 | 0.877          | 0.81           | 0.93                      | 0.811                     | 0.632                     | 0.939                     |
| Czech Republic         | 0.871          | 0.805          | 0.933                     | 0.913                     | 0.585                     | 0.88                      |
| Finland                | 0.86           | 0.82           | 0.972                     | 0.896                     | 0.637                     | 0.942                     |
| Germany                | 0.856          | 0.812          | 0.967                     | 0.941                     | 0.662                     | 0.976                     |
| Netherlands            | 0.854          | 0.8            | 0.951                     | 0.891                     | 0.62                      | 0.943                     |
| United Kingdom         | 0.852          | 0.772          | 0.914                     | 0.81                      | 0.66                      | 0.843                     |
| Latvia                 | 0.852          | 0.768          | 0.908                     | 0.862                     | 0.674                     | 0.825                     |
| Portugal               | 0.845          | 0.751          | 0.887                     | 0.795                     | 0.611                     | 0.872                     |
| Austria                | 0.844          | 0.773          | 0.926                     | 0.893                     | 0.65                      | 0.827                     |
| Spain                  | 0.843          | 0.757          | 0.902                     | 0.841                     | 0.645                     | 0.828                     |
| Italy                  | 0.837          | 0.757          | 0.911                     | 0.904                     | 0.747                     | 0.911                     |
| Iceland                | 0.834          | 0.744          | 0.896                     | 0.87                      | 0.659                     | 0.845                     |
| Slovakia               | 0.823          | 0.739          | 0.909                     | 0.792                     | 0.686                     | 0.583                     |
| Lithuania              | 0.798          | 0.735          | 0.938                     | 0.868                     | 0.692                     | 0.822                     |
| Malta                  | 0.779          | 0.64           | 0.807                     | 0.894                     | 0.653                     | 0.803                     |
| Cyprus                 | 0.774          | 0.636          | 0.817                     | 0.869                     | 0.574                     | 0.837                     |
| Slovenia               | 0.758          | 0.653          | 0.864                     | 0.884                     | 0.71                      | 0.867                     |
| Greece                 | 0.751          | 0.582          | 0.752                     | 0.835                     | 0.641                     | 0.868                     |
| Croatia                | 0.733          | 0.639          | 0.879                     | 0.768                     | 0.625                     | 0.68                      |
| Moldova                | 0.713          | 0.608          | 0.86                      | 0.8                       | 0.665                     | 0.93                      |
| Kosovo                 | 0.674          | 0.494          | 0.702                     | 0.685                     | 0.524                     | 0.6                       |
| Romania                | 0.669          | 0.501          | 0.72                      | 0.674                     | 0.657                     | 0.35                      |
| Bulgaria               | 0.666          | 0.588          | 0.898                     | 0.76                      | 0.663                     | 0.914                     |
| Armenia                | 0.634          | 0.422          | 0.611                     | 0.811                     | 0.442                     | 0.69                      |
| Georgia                | 0.604          | 0.473          | 0.761                     | 0.784                     | 0.542                     | 0.803                     |
| Poland                 | 0.588          | 0.444          | 0.729                     | 0.877                     | 0.555                     | 0.719                     |
| Montenegro             | 0.581          | 0.467          | 0.785                     | 0.771                     | 0.561                     | 0.759                     |
| Bắc Macedonia          | 0.56           | 0.359          | 0.584                     | 0.598                     | 0.61                      | 0.64                      |
| Bosnia and Herzegovina | 0.512          | 0.346          | 0.616                     | 0.655                     | 0.527                     | 0.678                     |
| Albania                | 0.51           | 0.402          | 0.75                      | 0.706                     | 0.555                     | 0.444                     |
| Hungary                | 0.44           | 0.325          | 0.668                     | 0.631                     | 0.571                     | 0.361                     |
| Ukraine                | 0.415          | 0.249          | 0.5                       | 0.654                     | 0.58                      | 0.761                     |
| Serbia                 | 0.364          | 0.253          | 0.579                     | 0.747                     | 0.55                      | 0.486                     |
| Turkey                 | 0.287          | 0.113          | 0.245                     | 0.53                      | 0.416                     | 0.195                     |
| Russia                 | 0.19           | 0.062          | 0.151                     | 0.396                     | 0.379                     | 0.2                       |
| Belarus                | 0.157          | 0.036          | 0.082                     | 0.734                     | 0.161                     | 0.044                     |